# Historia.nu

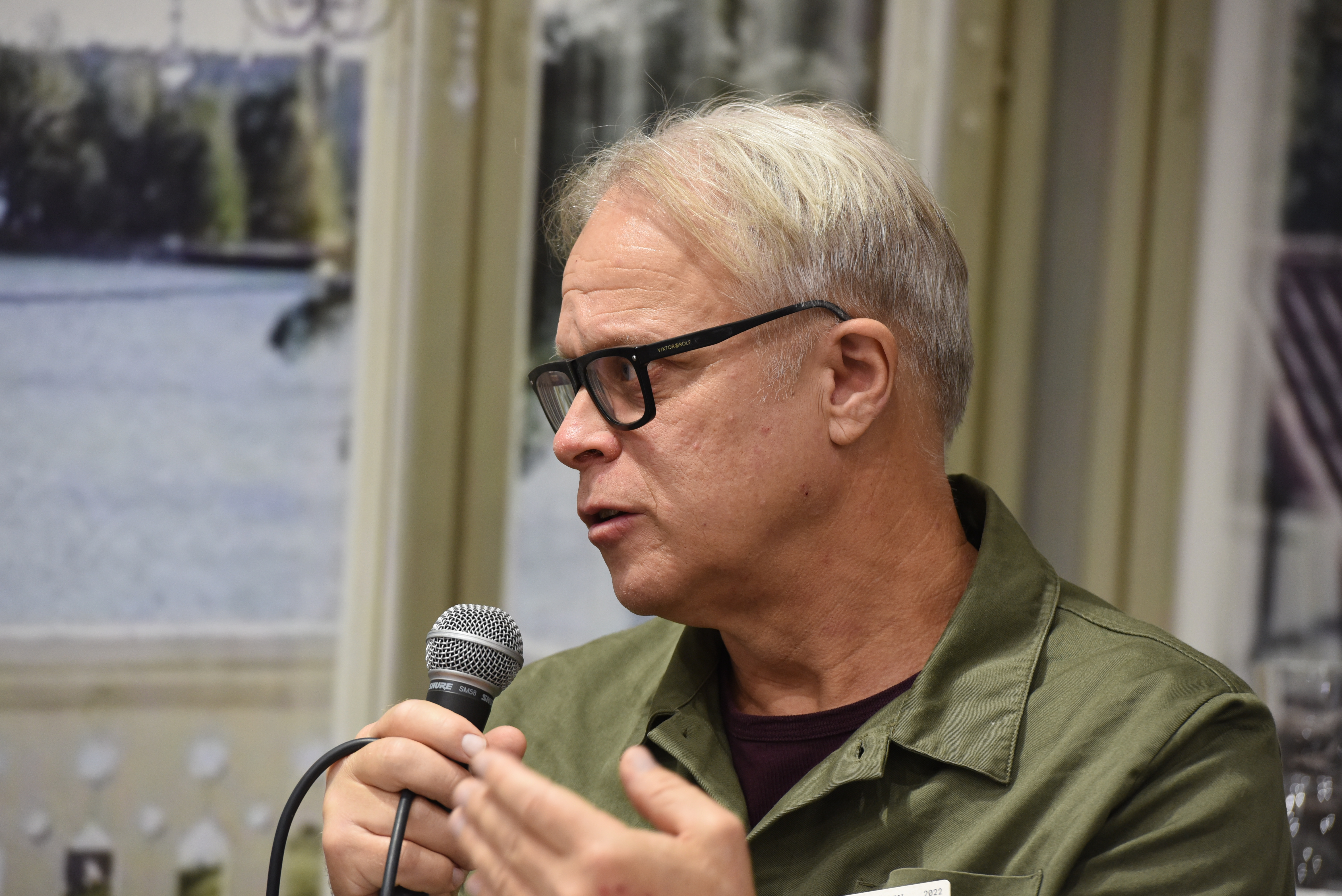
Urban Lindstedt (2022), programledare sedan starten.

Historia.nu är en svensk podd om historia, producerad av journalisten Urban Lindstedt samarbete med Historiska Media. Den startades 2018 och har fram till våren 2025 producerats veckovis i över 600 avsnitt. I början av 2025 var podden enligt Apple Podcasts den tredje mest populära svenska historiepodden, efter P3 historia och Historiepodden.
Podden var den första podden från Historiska Media. Poddens innehåll arbetas fram mellan Lindstedt och Christina Haugen på Historiska Media. Bland de många ämnen som presenterats finns Bernadotte, Birger jarl, Napoleon, folktro i 1600-talets Bohuslän och Bellmans liv.
Poddproducenten Lindstedt (född 1967) har fil.kand.-examen i statsvetenskap från Göteborgs universitet, där han även studerat journalistik. Han har senare arbetat som redaktör på tidningen Internetworld (2000–2005). Lindstedt har sedan 2009 verkat som egen företagare via firman Miguru Media, fokuserad på marknadsföring och utbildning. Vid sidan av Historia.nu driver han även den e-handelsinriktade podden Ehandelstrender samt Militärhistoriepodden. Lindstedt har även tidigare medverkat i podden Tur & retur.